# Tomasz Podgajniak
Tomasz Podgajniak, né en 1957 à Radom, est un fonctionnaire et homme politique polonais. Il est ministre de l'Environnement entre mai et octobre 2005.

## Biographie

### Formation et vie professionnelle
Il est diplômé en chimie en 1981 de l'université de Varsovie. Il rejoint l'Inspection d'État pour la protection environnementale (PIOS), où il est promu chef de direction en 1985.
En 1988, il intègre la Fondation nationale de protection de l'environnement (NFOŚ). Il en est nommé vice-président en 1991, un poste qu'il conserve jusqu'en 2003.

### Engagement politique
Il est membre du Parti ouvrier unifié polonais (PZPR) à partir de 1978.
Il devient sous-secrétaire d'État du ministère de l'Environnement le 17 novembre 2003. Il est promu secrétaire d'État le 17 janvier 2005.
Le 25 mai, Tomasz Podgajniak est nommé ministre de l'Environnement dans le second gouvernement minoritaire de coalition du social-démocrate Marek Belka. Du fait d'un changement de majorité, il quitte son ministère le 31 octobre suivant.